# Micaela Retegui
Micaela Retegui (* 23. April 1996 in Partido San Fernando) ist eine argentinische Hockeyspielerin. Sie gewann mit der argentinischen Nationalmannschaft eine olympische Silbermedaille.

## Sportliche Karriere
2014 siegte Retegui mit der argentinischen Juniorinnenmannschaft bei den Panamerikanischen Juniorenmeisterschaften. Ein halbes Jahr später nahm die Mittelfeldspielerin an den Olympischen Jugendspielen 2014 teil. Dort gewann die argentinische Mannschaft die Bronzemedaille im Fünfer-Hockey.
2019 debütierte Retegui in der argentinischen Nationalmannschaft. 2019 gewann die argentinische Mannschaft die Goldmedaille bei den Panamerikanischen Spielen in Lima.
Bei den Olympischen Spielen in Tokio belegten die Argentinierinnen in ihrer Vorrundengruppe nur den dritten Platz. Mit einem 3:0-Sieg im Viertelfinale gegen die deutsche Mannschaft und einem 2:1-Halbfinalsieg über die Inderinnen erreichten die Argentinierinnen das Finale gegen die Mannschaft aus den Niederlanden. Die Argentinierinnen unterlagen mit 1:3 und erhielten die Silbermedaille. Das olympische Finale war das 48. Länderspiel von Micaela Retegui.
Ihr Vater Carlos José Retegui nahm dreimal mit der argentinischen Hockeymannschaft an Olympischen Spielen teil. Ihr Bruder Mateo ist Fußballspieler und debütierte 2023 in der italienischen Nationalmannschaft.